# Ungogo
Ungogo es un área de gobierno local en el Estado de Kano, Nigeria. Su sede se encuentra en la localidad de Ungogo al norte de la ciudad de Kano. Tiene una superficie de 204 km ² y una población de 369.657 en el censo de 2006. El código postal de la zona es 700.